# Svarttjärnen (Blomskogs socken, Värmland, 659011-128182)
Svarttjärnen är en sjö i Årjängs kommun i Värmland och ingår i Göta älvs huvudavrinningsområde.